# Nørresundby Station
Nørresundby Station er en nedlagt dansk jernbanestation i Nørresundby i Vendsyssel. Stationen lå på Vendsysselbanen på strækningen mellem Aalborg og Frederikshavn.

## Historie
Den første station i Nørresundby blev åbnet i 1871 som udgangspunkt for Vendsysselbanen, der blev indviet den 15. august 1871 og i første omgang gik fra Nørresundby til Frederikshavn. Senere kom der forbindelse til Aalborg Banegård via Jernbanebroen over Limfjorden, som blev åbnet for trafik den 8. januar 1879.
På grund af de uvisse forhold omkring banens fremtidige videreføring over Limfjorden, blev den første stationsbygning opført i træ. Den midlertidige træbygning kom dog til at stå helt til 1907, før der blev opført en ny stationsbygning tegnet af Heinrich Wenck.
Den 19. marts 1897 åbnede jernbanestrækningen Nørresundby-Fjerritslev, også kaldet Fjerritslevbanen og den 18. september 1899 åbnede jernbanestrækningen Nørresundby-Frederikshavn, også kaldet Sæbybanen, begge en del af Fjerritslev-Frederikshavn Jernbane. Næsten alle tog udgik fra Aalborg Banegård, så det var kun togene på strækningen til Fjerritslev, der standsede på Nørresundby Station, mens togene mod Frederikshavn standsede på Nørresundby Havnestation. Sæbybanen blev nedlagt 31. marts 1968, mens Fjerritslevbanen blev nedlagt 1. april 1969.
Nørresundby Station blev nedlagt i 1972. I 2003 åbnede den nye Lindholm Station ca. 300 meter nord for den gamle Nørresundby Station som en del af Aalborg Nærbane.